# Маскаєв Олег Олександрович
Маскаєв Олег Олександрович (рос. Маскаев Олег Александрович, мокш. Олеж Маскаев; 2 березня 1969, Абай) — радянський, узбецький, американський та російський професійний боксер, чемпіон світу за версією WBC (2006—2008) у важкій вазі. Підтримує політику Путіна та агресивну війну Росії проти України, і є бандерофобом.

## Життєпис
Маскаєв народився в місті Абай, Карагандинської області, Казахстана, куди його батьки приїхали «піднімати цілину». Його батько за походженям мокшанин з села Вадовські Селищі Зубово-Полянського району Мордовії, мати — українка з Кубані, проте Маскаєв вважає себе росіянином. Виріс в Узбекистані.

## Аматорська кар'єра
Почав свою боксерську кар'єру в 1980-х роках. Був чемпіоном Радянської Армії, а потім і володарем Кубка країни. Після розпаду СРСР представляв Узбекистан.
На чемпіонаті світу 1993 здобув дві перемоги (над Зурабом Сарсанія (Грузія) та Олександром Летвіним (Україна)), а у чвертьфіналі програв Роберто Баладо (Куба).
1994 року на Кубку світу завоював срібну медаль, програвши у фіналі Роберто Баладо (Куба). Того ж року на Азійських іграх став чемпіоном.

## Професіональна кар'єра
Дебютував на професійному рингу 1993 року, вийшовши у першому бою проти непереможного до того Олександра Мірошниченко (21-0), і здобув перемогу нокаутом в третьому раунді.
У своєму сьомому поєдинку 24 лютого 1996 року Маскаєв зіткнувся з Олівером Макколлом, який лише рік тому втратив титул чемпіона світу за версією WBC у важкій вазі. Маскаєв зазнав першої поразки, програвши технічним нокаутом на другій хвилині поєдинку.
Після наступних чотирьох перемог Маскаєв бився з сильним самоанцем Девідом Туа. Маскаєв успішно оборонявся, однак у 11-му раунді пропустив потужний удар і впав на коліна. Він піднявся, але не міг більше захищатися і програв технічним нокаутом.
Здобувши після цього сім перемог, 6 листопада 1999 року зустрівся в бою з Хасимом Рахманом (США) і переміг нокаутом у восьмому раунді.
Надалі перемоги у Маскаєва чергувалися з поразками від Кірка Джонсона (Канада), Ленса Вітакера (США) і Коррі Сандерса (ПАР).
Впродовж 2003—2005 років Маскаєв здобув десять перемог, серед них над Девідом Дефіагбон (Канада) і Сінан Шаміль Сам (Туреччина).
12 серпня 2006 року він знову бився з Хасимом Рахманом в бою за титул чемпіона світу за версією WBC у важкій вазі і переміг його, нокаутувавши в 12-му раунді. Провів один вдалий захист титулу, а 8 березня 2008 року втратив звання чемпіона, програвши нокаутом Семюелю Пітеру (Нігерія).

## Громадянство
З 1999 року мешка у Сакраменто (США), разом із дружиною Світланою та чотирма дочками. Він отримав громадянство США в 2004 році, та залишився при цьому типовим «гомо совєтікусом», який, маючи американський паспорт, отримав ще й російське громадянство. Президент Росії Володимир Путін надав його йому 9 грудня 2006 року. 5 грудня 2006 року напередодні захисту титулу проти Пітера Окелло Маскаєв заявив щодо свого громадянства: «Росіянин. Я більше не хочу про це говорити. Я піду на ринг під російським прапором і російським гімном, тому що я тепер громадянин Росії».